# Commander Crowe
| Årets häst     |                 |                 |
| 2006           | 2007            | 2008            |
| Going Kronos   | Commander Crowe | Commander Crowe |
| Lutfi Kolgjini | Petri Puro      | Petri Puro      |

| Årets häst      |                 |                |
| 2007            | 2008            | 2009           |
| Commander Crowe | Commander Crowe | Torvald Palema |
| Petri Puro      | Petri Puro      | Åke Svanstedt  |

Commander Crowe, född 21 april 2003 i Eldsberga i Hallands län, är en svensk varmblodig travhäst. Han tränades först av sin uppfödare Petri Puro vid Halmstadtravet (2005–2010), och kördes då främst av Johnny Takter eller Peter Ingves. Senare tränades han av Fabrice Souloy i Frankrike (2010–2014), och kördes då främst av Christophe Martens eller Örjan Kihlström.
Commander Crowe tävlade åren 2006–2014 och sprang in 34,3 miljoner kronor på 106 starter varav 61 segrar, 18 andraplatser och 6 tredjeplatser. Han var obesegrad i karriärens första 23 starter, vilket är rekord. Han var dessutom aldrig sämre än tvåa under karriärens tre första säsonger. Bland hans främsta meriter räknas segrarna i Svenskt Travderby (2007), Breeders' Crown (2007), C.L. Müllers Memorial (2008, 2009), Kymi Grand Prix (2009, 2012), Sundsvall Open Trot (2009), Finlandialoppet  (2011), Prix d'Été (2011), Prix de Washington (2011), Olympiatravet (2012), Elitloppet (2012), Oslo Grand Prix (2012), Hugo Åbergs Memorial (2012, 2013), Åby Stora Pris (2014) och Breeders' Crown Open Trot (2014). Han kom även på andraplats i lopp som Gran Premio Lotteria (2013) och International Trot (2014).
Han erhöll utmärkelsen "Årets Häst" vid Hästgalan både 2007 och 2008.

## Karriär

### Tiden som unghäst
Commander Crowe debuterade i tävlingssammanhang och tog sin första seger den 4 december 2006 i kvällens nionde och sista lopp på Halmstadtravet. Han kördes av Peter Ingves och vann med sex längder före Thomas Uhrbergs Fifi Silvio som travat i ledningen. Nästa start gjordes den 21 december på Åbytravet tillsammans med kusken Johnny Takter, där segermarginalen återigen skrevs till "många längder". Karriärens tredje start, vilken också blev den sista för säsongen 2006, gjordes den 30 december på Solvalla. I samband med detta var han också ute på sin första längre resa. Han vann återigen med flera längders marginal. Denna seger innebar också att han passerade första milstolpen med 100 000 kronor insprunget. Första starten säsongen 2007 gjordes i ett försökslopp av Klass III-divisionen på V75 den 27 januari på Jägersro. Framgångarna från 2006 fortsatte och han vann återigen med flera längders marginal. Den 20 mars vann han även Klass III-divisionens final på Mantorpstravet med 150 000 kronor i förstapris, vilket därmed också var hans första sexsiffriga seger. Han gick därefter upp i klass och startade i ett försökslopp av Klass I-divisionen på V75 den 31 mars på Jägersro, där han återigen vann. Han vann även Klass I-finalen den 21 april på Åbytravet.
Efter sina första åtta raka segrar hade han därefter ett tävlingsuppehåll över sommaren. Han var tillbaka på tävlingsbanan den 9 augusti då han vann lopp på Vaggerydstravet. Efter detta startade han den 21 augusti i uttagningsloppet till finalen av Svenskt Travderby på Jägersro, där han kördes av Johnny Takter och tog karriärens tionde raka seger. Den 2 september vann ekipaget även finalen av Svenskt Travderby på Jägersro. Han är den enda vinnaren i loppets historia som vunnit som obesegrad sedan tävlingsdebuten. Segertiden skrevs till 1.14,2 över 2640 meter, vilket var den dittills näst snabbaste vinnartiden någonsin i loppet. Segern var även hans första seger i ett Grupp 1-lopp. Derbysegern följdes upp med ytterligare två raka segrar innan han den 3 november på Mantorpstravet tog karriärens andra seger i ett Grupp 1-lopp då han även vann finalen av svenska Breeders' Crown för 4-åriga hingstar och valacker. Detta kom också att bli hans sista start säsongen 2007. Vid den svenska Hästgalan den 18 januari 2008 vann han utmärkelserna som "Årets 4-åring" och "Årets Häst" för sina insatser under säsongen. Hans tränare Petri Puro utsågs även till "Årets Tränare" och kusken Johnny Takter till "Årets Kusk".

### Stegen in i världseliten

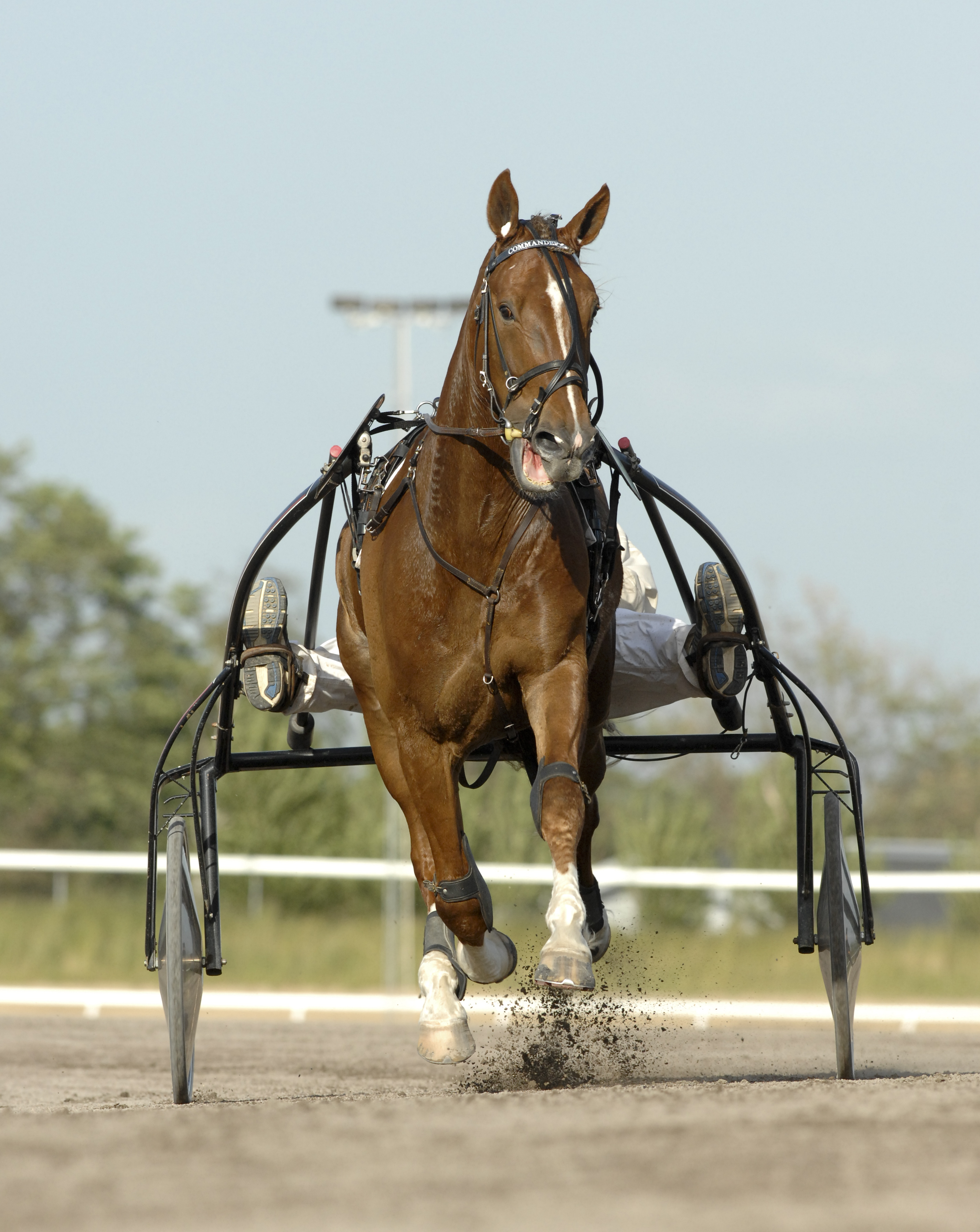
Commander Crowe i juni 2008.

Som femåring säsongen 2008 årsdebuterade Commander Crowe med en seger den 10 mars i ett lopp på hemmabanan Halmstadtravet. Han tog sedan ytterligare fyra raka segrar innan han den 10 juni 2008 i ett lopp på Jägersro tog karriärens 20:e raka seger tillsammans med Johnny Takter. Den 20:e segern var en milstolpe som innebar att han petade ned den tidigare rekordhållaren Legolas till andraplatsen över flest starter som obesegrad efter tävlingsdebuten. Legolas lyckades med 19 raka segrar efter sin tävlingsdebut 1983. Efter loppet tilldelades Commander Crowe även utmärkelsen "Travsportens Stora Guldmedalj", en medalj som tidigare endast Going Kronos hade förärats med för sitt världsrekord som treåring. Efter rekordloppet följde ytterligare tre segrar. Han segrade bland annat på nytt banrekord på Halmstadtravet när han i samband med sin 22:a seger vann sitt debutlopp i Gulddivisionen på V75 den 5 juli på hemmabanan. I samband med detta lopp slogs också nytt publikrekord på Halmstadtravet.
Karriärens första förlust kom i den 24:e starten den 11 oktober på Åbytravet då han startade i Svenskt Mästerskap. Han slutade på andraplats i loppet efter att ha besegrats på målfoto av Triton Sund, körd av Örjan Kihlström. Hans segersvit höll således i sig i 23 starter från tävlingsdebuten i december 2006 till oktober 2008. Under denna 23 månadersperiod sprang han in totalt 3,6 miljoner kronor och tog två segrar i Grupp 1-lopp.
Han var tillbaka som en vinnare i karriärens 25:e start den 25 oktober, då han vann C.L. Müllers Memorial på Jägersro. Därefter började han bygga på en ny segersvit då han även vann Gävle Stora Pris på Gävletravet den 8 november och Guldklappen på Solvalla den 20 december. Säsongens sista start gjordes den 28 december i Prix de Bar-le-Duc på Vincennesbanan utanför Paris i Frankrike. Han kördes i detta lopp av den franska kusken Franck Nivard och slutade på andraplats, efter att ha besegrats med en nos av hemmahästen Passion du Loisir. Detta var hans första start i Frankrike och han ska han rest dåligt samt druckit dåligt inför starten. Han var tillbaka på svensk mark för årsdebut i loppet V75-Mästaren den 17 januari 2009 på Åbytravet, där han kom på andraplats. Därefter hade han ett tävlingsuppehåll fram till den 4 april, då han startade på Sundbyholms travbana i ett uttagningslopp till Olympiatravet. Han slutade oplacerad bakom vinnaren Torvald Palema. Detta var således första gången i karriären som han var sämre än tvåa i ett lopp.
Den 31 maj deltog han i 2009 års upplaga av Elitloppet på Solvalla. Han kördes av Peter Ingves och startade från spår 5 i det andra försöksloppet, men slutade femteplats och tog sig därmed inte vidare bland de fyra som gick vidare till final. Efter Elitloppet tog han under sommaren fyra raka segrar, bland annat i Kymi Grand Prix i Finland den 13 juni och i Sundsvall Open Trot den 29 augusti på Bergsåkers travbana. Han kom även på delad andraplats med Garland Kronos i Åby Stora Pris den 19 september. Säsongen avslutades därefter med två raka segrar, först i C.L. Müllers Memorial och sedan i Gulddivisionens final.

### Från Puro till Souloy
Säsongen 2010 årsdeburerade Commander Crowe den 21 mars med en seger i ett lopp på Charlottelunds travbana utanför Köpenhamn i Danmark. Tränare Petri Puros tanke var sedan att börja matcha honom för Elitloppet i maj och nästa start på väg dit blev det finska storloppet Prix d'Etain Royal i Seinäjoki den 10 april. Han kom på fjärdeplats i loppet. På grund av infektion ströks han senare från en tilltänkt start i Finlandialoppet  på Vermo travbana den 2 maj och deltog därför inte heller i 2010 års upplaga av Elitloppet. Efter dessa bakslag var han tillbaka på tävlingsbanan den 27 juni då han startade i Kalmarsundspokalen på Kalmartravet, där han kom på tredjeplats efter att för första gången i karriären galopperat och tappat mark under loppets gång. Han startade sedan den 10 juli i ett försökslopp av Gulddivisionen, där han kom på andraplats. Den 27 juli deltog han i Hugo Åbergs Memorial på Jägersro, men slutade oplacerad bakom vinnaren Lavec Kronos.
Han var tillbaka som en vinnare den 6 augusti då han vann Gotlandslöpningen på Visbytravet före Colombian Necktie. Segern kom dock att bli den sista segern i Puros regi. Han gjorde sin sista start på svensk mark för Puro den 28 augusti då han kom på fjärdeplats i Gulddivisionens final, körd av Peter Ingves. Han flyttades sedan till Frankrike och gjorde där en start på Vincennesbanan för Puro, där han kom på sjätteplats, innan den franske tränaren Fabrice Souloy tog över träningen den 12 september.

### Tiden hos Souloy

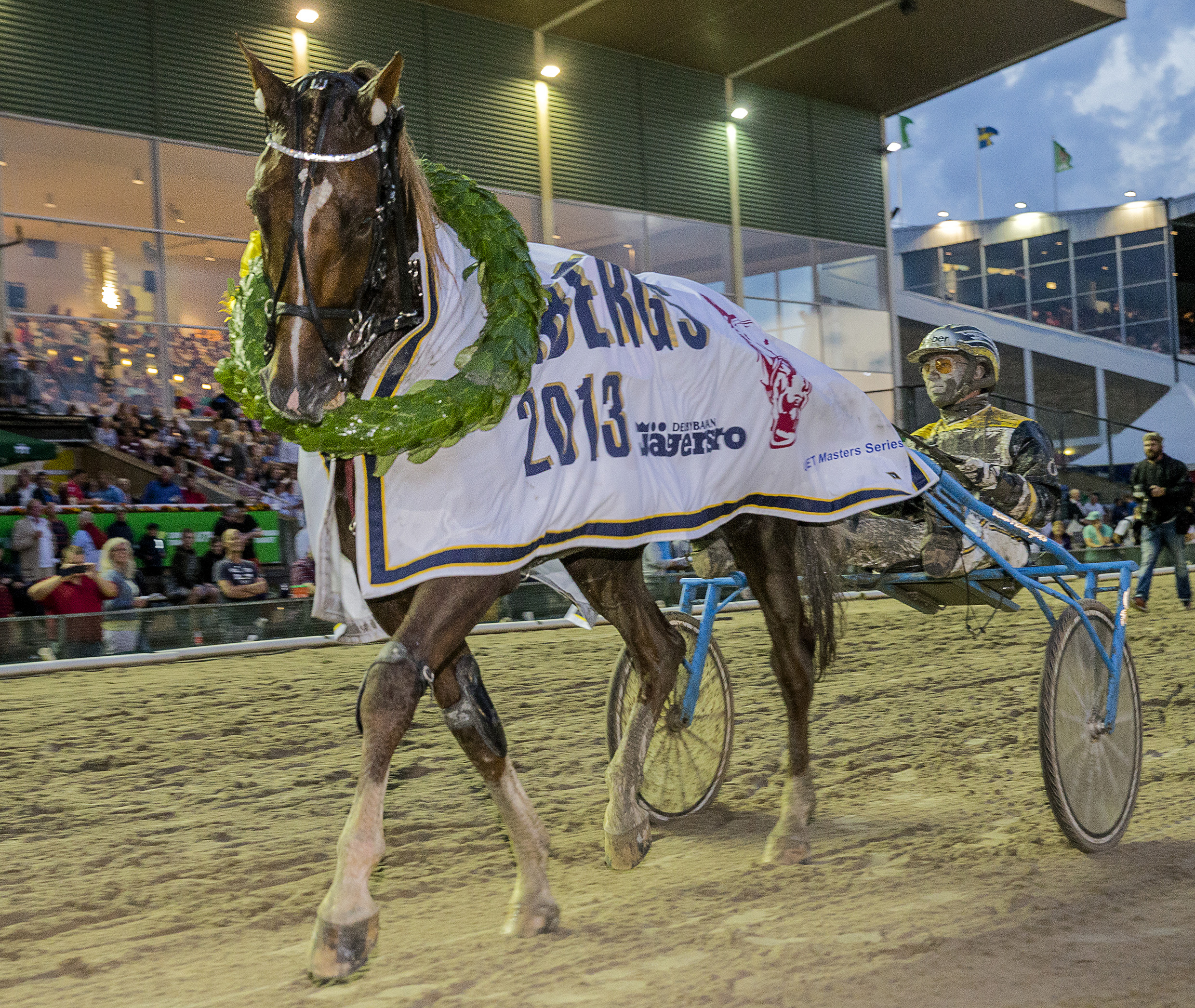
Commander Crowe efter segern i Hugo Åbergs Memorial 2013.

Commander Crowe debuterade i regi Souloy den 22 september 2010 i Le Croise-Laroche på Vincennesbanan i Frankrike. Han vann loppet före bland andra Ready Cash och Meaulnes du Corta.
Säsongen 2011, som var hans första hela säsong hos Souloy, segrade han i bland annat Finlandialoppet , Prix d'Été och Prix de Washington. Säsongen 2012 inleddes med segrar i bland annat Olympiatravet, Elitloppet och Oslo Grand Prix. När Commander Crowe i juli 2012 vann Hugo Åbergs Memorial på Jägersro slog han även nytt världsrekord på tusenmetersbana då han travade 1.08,9 över 1609 meter med autostart. Han överträffade därmed den italienska hästen Varennes världsrekord på 1.09,3 från 2002. Han vann Hugo Åbergs Memorial för andra året i rad 2013. Han vann även Åby Stora Pris 2014.
Commander Crowe gjorde karriärens sista start i 2014 års upplaga av Breeders' Crown Open Trot på Meadowlands Racetrack i USA den 22 november. Han vann loppet på den dittills snabbaste vinnartiden någonsin i loppet. Tillsammans med kusken Örjan Kihlström blev ekipaget även den första svenska duon att vinna storloppet.